# Моні Нільссон-Бреннстрем
Моні Нільссон-Бреннстрем  (швед. Moni Helena Nilsson Brännström; нар. 24 лютого 1955 або 3 червня 1955, Стокгольм). Відома як авторка книг про хлопчика на ім'я Цацикі.

## Біографія
Письменниця народилась 24 лютого 1955 року в Бандхагені, але її дитинство пройшло на Кунгсхольмені, в Стокгольмі. Нільссон-Бреннстрем є авторкою п'яти книг про хлопчика, якого звуть Цацикі. Її твори було перекладено на 20 мов.
По мотивам книг про Цацикі знято три фільми: «Tsatsiki, morsan och polisen» 1999 року, «Tsatsiki – vänner för alltid» 2001 року і «Tsatsiki, farsan och olivkriget» 2015 року.
Також письменниця була членом Шведської академії дитячої літератури. А також, одна з організаторів створення Будинку культури для молоді в Стокгольмі. 
В Польщі її книги друкуються видавництвом Wydawnictwo Zakamarki.

## Книги
- 1977 - Villa 78
- 1983 - Bartolomeus och spöket (ілюстратор: Пия Линденбаум[en]  )
- 1995 - Tsatsiki och morsan (ілюстратор: Пія Лінденбаум)
- 1996 - Tsatsiki och farsan (ілюстратор: Пія Лінденбаум)
- 1997 - Bara Tsatsiki (ілюстратор: Пія Лінденбаум)
- 1998 - Sejtes skatt (Фентезі)
- 1998 - Riddarpojken (разом з Боелем Вернером)
- 1999 - Tsatsiki och kärleken (ілюстратор: Пія Лінденбаум)
- 2001 - Tsatsiki och Retzina (ілюстратор: Пія Лінденбаум)
- 2001 - Klassresan
- 2002 - Smått och gott med Samuel Svensson (ілюстратор: Кіран Майні Герхандссон)
- 2003 - Malin + Rasmus = sant: en fristående fortsättning på Klassresan
- 2005 - Salmiak och Spocke (ілюстратор: Лізен Адбоге)
- 2006 - Salmiak och Hedda: det femte hålet (ілюстратор: Лізен Адбоге)
- 2007 - Hoppet: Jumpin' Jack Az [4]

- 1997, 1999, 2001 і 2003 - Книжкове журі  ;
- 1998; Меморіальна дошка Нільса Хольгерсона  ;
- 1999 - BMF Plaque;
- 1999 - Wettergrens barnbokollon[no]  ;
- 2000 - BMF-plaketten[sv]  ;
- 2010 - Премія Астрід Ліндгрен  [5] [6] [7] .

1. 1 2  Catalog of the German National Library
2. 1 2  http://web.archive.org/web/20160401152219/http://jeugdliteratuur.org/auteurs/moni-nilsson-brannstrom
3. ↑  LIBRIS — Королівська бібліотека Швеції, 2018.
4. ↑  Moni Nilsson-Brännström - Search. http (англ.). Процитовано 12 квітня 2021.{{cite web}}:  Обслуговування CS1: Сторінки з параметром url-status, але без параметра archive-url (посилання)
5. ↑  Nagroda dla autorki książek o Tsatsikim. wirtualnywydawca.pl. Архів оригіналу за 12 квітня 2021. Процитовано 12 квітня 2021.
6. ↑  Moni Nilsson. www.rabensjogren.se (швед.). Архів оригіналу за 12 квітня 2021. Процитовано 12 квітня 2021.
7. ↑  Priser i Astrids namn. www.astridlindgren.com (швед.). Архів оригіналу за 6 травня 2021. Процитовано 12 квітня 2021.